# ليبيا الحرة (إذاعة)
صوت ليبيا الحرة الاسم مستعمل من قبل ثلاث إذاعات إصطفّت إلى الثوّار الليبيين. وكانت بداية إذاعة صوت ليبيا الحرة في البيضاء في 20 فبراير 2011، وبعد ذلك في 21 فبراير ببنغازي ومصراتة وكان لها دورا مهما في ثورة 17 فبراير، حيث نطاق تغطيتها يصل لكامل ليبيا.
كما يطلق صوت ليبيا الحرة على عدة اذاعات درنة وطبرق وزليتن ونالوت ويشمل نطاق تغطيتها محيط المدن الموجودة بها.

## التسمية
يستعمل الآن اسم ليبيا الحرة في العديد من الاذاعات، مثل قناة ليبيا الحرة، وقد كان أول استعمل لهذا الاسم قد بدأ في البيضاء.

## تاريخ الانطلاق
كان لأول مرة تسمع إذاعة ليبيا الحرة بعد سيطرة الثوار عليها كان ذلك في مدينة البيضاء حيث انطلقت 20 فبراير، وكان من ضمن المادة التي نشرت نداء باللغة الإنجليزية إلى الرئيس الأمريكي باراك أوباما ووزير الخارجية الأمريكية هيلاري كلنتون.
وفي اليوم التالي 21 فبراير أفاد تقرير صحفي قال محطة بنغازي بدأت بالإذاعة في 2 مساء بالتوقيت المحلّي لليبيا. وفي تقرير صحفي آخر أواخر أبريل 2011 قالت محطة مصراتة انها قد بدأت بالإذاعة في 21 فبراير، وفي تقرير اكد سماع اذاعة مصراتة لأول مرة في 21 مارس.

## الترددات
موجة محطة ليبيا الحرة ببنغازي هي 675 AM، موجة محطة ليبيا الحرة بالبيضاء هي 1125 AM، موجة محطة ليبيا الحرة بمصراتة هي 1449 AM.